# Minersville (Utah)
Minersville é uma cidade  localizada no estado norte-americano de Utah, no Condado de Beaver.

## Demografia
Segundo o censo norte-americano de 2000, a sua população era de 817 habitantes.
Em 2006, foi estimada uma população de 848, um aumento de 31 (3.8%).

## Geografia
De acordo com o United States Census Bureau tem uma área de
1,6 km², dos quais 1,6 km² cobertos por terra e 0,0 km² cobertos por água. Minersville localiza-se a aproximadamente 1610 m acima do nível do mar.

## Localidades na vizinhança
O diagrama seguinte representa as localidades num raio de 44 km ao redor de Minersville.